# Martim Afonso de Brito

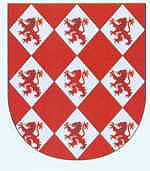
Brasão de Armas da Família Brito.

Martim Afonso de Brito foi um clérigo e nobre medieval do Reino de Portugal. Foi cónego na diocese de Braga.
Corria o ano de 1377 o rei D. Fernando I de Portugal, que reinou entre 18 de janeiro de 1367 e 22 de outubro de 1383, fez a D. Isabel Afonso, esposa de Martim Afonso, já depois de viúva, uma doação de cem libras por ano, proveniente do dinheiro do serviço da cabeça dos judeus da cidade de Lisboa.

## Relações familiares
Foi filho de D. João Afonso de Brito (? - Lisboa, 25 de julho de 1341), bispo de Lisboa. De sua esposa D. Isabel Afonso, teve:
1. Martim Dade casado com Maria Mendes;
2. Maria Afonso de Brito (1330 -?) casada com Vasco Martins de Melo (1320 - 9 de maio de 1388), que foi detentor do senhorios de Castanheira, de Povos e de Cheleiros;
3. Violante Afonso de Brito;
4. Inês Martins.[1]